# نعناداغ
نعناداغ یکی از چاشنی‌ها در غذاهای ایرانی است که از سرخ‌کردن نعنا در روغن به دست می‌آید. آش رشته و عدسی از جمله غذاهایی هستند که با این چاشنی مصرف می‌شوند.

## دستور طبخ
برای درست کردن نعناداغ، روغن را در تابه داغ می‌کنند، هنگامی که کاملاً داغ شد زیر آن را خاموش می‌کنند و نعنا را در تابه می‌ریزند و می‌چرخانند.